# Яюс Йосиф
Йосиф (Йосип) Яюс (1819 — 24 серпня 1901, Стенятин) — греко-католицький священник, громадський діяч. Довголітній парох с. Стенятин (нині Сокальський район, Львівська область). Посол до Галицького сейму.

## Життєпис
Після висвячення в 1845 році працював сотрудником на парафії в селі Руда Монастирська (1845—1848) і адміністратором каплиці в с. Щирець (1848—1856). Від 1856 року — парох у селі Стенятин. Був адміністратором (1867–1870) і деканом (1873–1895) Сокальського деканату Перемишльської греко-католицької єпархії.
У 1870 році обраний до Галицького крайового сейму (від IV курії округу Белз — Угнів — Сокаль, на його місце у 1873 році обрали о. Теофіля Павликіва), однак сейм не затвердив його повноваження (за наполяганням польської більшости сейму: основне звинувачення (висловив Ю. (Й.) Тишковський) — використання церкви для агітації за нього; Василь Ковальський зауважив, що тоді необхідно зневажити всі руські мандати). Депутат повітової ради і член повітової управи в Сокалі.

## Зауваги
1. ↑  До 1940 року село Щирець розташовувалося в межах сучасного Яворівського полігону. Тепер не існує.